# Кодекс Гролье
Кодекс Гролье — рукопись цивилизации майя. Хранится в Мехико, в Национальном музее антропологии, на публичное обозрение не выставляется.
Кодекс сравнительно плохо сохранился, его история начинается в 1971 году, когда он впервые был показан на выставке в Нью-Йорке в клубе Гролье, откуда получил название. Его владелец утверждал, что манускрипт был найден в одной из пещер Чьяпаса; следовательно, это четвёртая уцелевшая рукопись майя.
Кодекс состоит из 11 повреждённых бумажных (из коры разных видов фикусов) фрагментов, форматом примерно 18 × 12,5 см каждый; изображениями занята только лицевая сторона листа. Предполагается, что оригинал состоял из не менее, чем 20 листов. Стиль изображений — центральномексиканский (ближе к миштекскому), цифры и письмо — майя, содержание — астрологическое, показывающее фазы Венеры в упрощённой датировке. Содержательно он соотносится с Дрезденским кодексом.
В 1973 году Майкл Ко опубликовал факсимиле рукописи, однако возникли сомнения в её подлинности. Радиоуглеродный анализ позволил датировать кодекс прим. 1230 годом, однако скептики (среди них Эрик Томпсон) стали утверждать, что подделка сделана на подлинных бумажных листах, найденных при раскопках. Экспертиза 2007 года дала противоречивые результаты, большинство исследователей утверждали, что не в состоянии ни доказать, ни опровергнуть подлинности Кодекса Гролье. Однако экспертиза 2016 года в Брауновском университете (США) подтвердила его подлинность.